# Karel Nový
Karel Nový, vlastním jménem Karel Novák (8. prosince 1890, Benešov – 23. listopadu 1980, Praha), byl český spisovatel a novinář. Byl tchánem spisovatele Bohuslava Březovského.

## Život
Narodil se v rodině chudého pekaře jako Karel Novák (publikoval pod jménem Karel Nový a toto jméno později přijal za vlastní). Studoval na gymnáziu v Benešově a jeho spolužákem ve třetím a čtvrtém ročníku byl Vladislav Vančura. Ten se stal jeho blízkým přítelem a v románu Pekař Jan Marhoul se částečně inspiroval osudem jeho otce.
Karel Nový gymnázium nedokončil a po několika krátkodobých zaměstnáních se začal věnovat žurnalistice. Jako novinář spolupracoval s levicově orientovanou inteligencí. Za druhé světové války byl zatčen (1944) a internován v pracovním táboře Klecina (Klettendorf) ve Slezsku poblíž Vratislavi. Po osvobození pracoval postupně v několika redakcích, v letech 1952–1956 byl šéfredaktorem Státního nakladatelství dětské knihy. Od roku 1956 působil jako spisovatel z povolání.
V roce 1948 podepsal výzvu prokomunistické inteligence Kupředu, zpátky ni krok!, jež byla vydána dne 25. února 1948 na podporu komunistického převratu. V akčním výboru Syndikátu českých spisovatelů zastupoval sociální demokracii; výbor vznikl 26. února 1948 a na svém prvním zasedání se vyjádřil např. pro znárodnění tiskáren, nakladatelství, podpořil regulaci tržního trhu apod... V roce 1951 se stal členem ústředního výboru Svazu československých spisovatelů. Stávajícím režimem byl oceňován.  
V roce 1954 se stal zasloužilým umělcem, v roce 1955 obdržel Řád práce. Za román Plamen a vítr mu byla udělena Státní cena Klementa Gottwalda (1960). V roce 1960 byl jmenován národním umělcem.

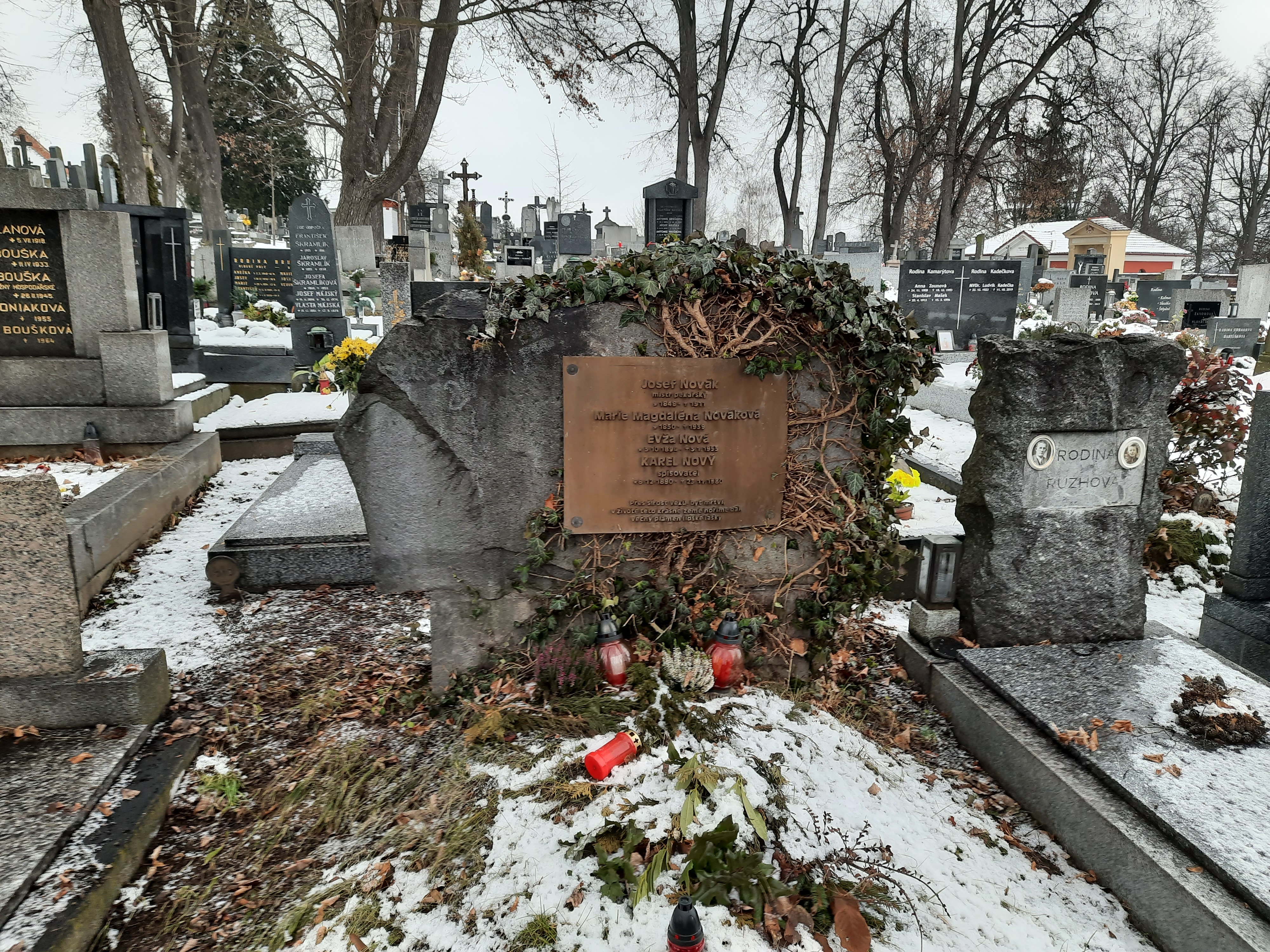
Hrob rodiny Karla Nového na Starém městském hřbitově v Benešově

Zemřel roku 1980 v Praze a byl pohřben na Starém městském hřbitově v Benešově.

## Dílo
Literární tvorba Karla Nového obsáhla mnoho žánrů: od fejetonů a drobných próz až k rozsáhlým románům, od knih pro mládež až k divadelním hrám a filmovým scénářům. Jeho tvorba bývá řazena do kritického realismu, často se zabýval sociální tematikou. Lze říci, že jeho díla jsou jakýmsi opakem ruralismu. Své starší práce po roce 1945 často přepracovával, mnohdy i několikrát, a přitom je jazykově modernizoval. Řada jeho knih byla přeložena do cizích jazyků.
- Městečko Raňkov – 1927, hlavní postavou je pekař Vlk, který je obdobou hrdiny Vančurova románu Pekař Jan Marhoul. Tento román byl později (1959) přepracován na Plamen a vítr.
- Železný kruh – trilogie, popisující život cihlářů, chalupářů a lamačů kamene na Benešovsku. Z oblasti, kde žijí, chce arcivévoda udělat oboru, proto se snaží vyhnat její obyvatele. Osudy těchto obyvatel líčí na rodině Tratilově, především na jejich synovi Jaromírovi. Závěr knihy je šťastný, Jaromír se vrací z války, ožení se a působí jako učitel. Jednotlivé díly této trilogie:
  - Samota Křešín – 1927
  - Srdce ve vichru – 1930
  - Tváří v tvář – 1933
- Peníze – 1931 (od roku 1940 s titulem Peníze a krev), román o mladém člověku v období hospodářské krize a nezaměstnanosti, kterého touha po penězích dohání k zločinu.
- Chceme žít – 1933, baladická novela, příběh mladé dvojice, která marně hledá ve městě obživu a klesá stále hlouběji.
- Marijka nevěrnice – 1933, scenář k filmu Vladislava Vančury (ve spolupráci s Ivanem Olbrachtem)
- Na rozcestí – 1934 (rozšířeno v r. 1949, upraveno pro mládež v r. 1965), příběh chlapce z dělnické rodiny.
- Atentát – (později vyšlo pod názvem Sarajevský atentát), 1935, tento román se pokouší zobrazit srbské atentátníky (Principa a Čabrinoviće) jako vlastenecké hrdiny. Z románu je cítit, že autor sympatizuje s atentátem na Františka Ferdinanda d’Este.
- Rytíři a lapkové (nejprve pod názvem Železo železem se ostří) 1940, román o mladém Žižkovi a jeho boji s Rožmberky.
- Balada o českém vojáku 1945, román.
- Česká bouře – 1948, divadelní hra o událostech roku 1848.
- Plamen a vítr: z letopisů městečka Raňkova – 1959, přepracované Městečko Raňkov, zabývá se problémem střetnutí denní reality a ideálů. Stojí na straně mládí.
- Zaváté stopy – 1955, drobné prózy a fejetony.
- Zahořklé úsměvy – 1959, výbor z fejetonů a článků, které autor uveřejňoval v období první republiky.

### Pro mládež
- Rybaříci na modré zátoce – 1936, příběh ptačí rodiny ledňáčků – rybaříků.
- Potulný lovec: román z lišákova života – 1941
- Nehasnoucí ohně: povídky ze starých dob – 1951
- Básníkova první láska – 1962, o lásce J. V. Friče k Marii Panklové (sestře Boženy Němcové).